# 28853 Bukhamsin
28853 Bukhamsin este un asteroid din centura principală de asteroizi.

## Descriere
28853 Bukhamsin este un asteroid din centura principală de asteroizi. A fost descoperit pe 6 mai 2000 la Socorro, New Mexico, în cadrul proiectului LINEAR. Asteroidul prezintă o orbită caracterizată de o semiaxă mare de 2,90 ua, o excentricitate de 0,02 și o înclinație de 3,2° în raport cu ecliptica.